# Tenchu: Stealth Assassins
Tenchu: Stealth Assassins es un videojuego de sigilo desarrollado por Acquire y publicado por Sony Music y Activision el 26 de febrero de 1998 en Japón, el 31 de agosto de 1998 en Estados Unidos y posteriormente en Europa para las plataformas PlayStation, PlayStation 2, XBox, XBox 360, PlayStation Portable y Nintendo DS. El jugador ejerce el papel de un ninja, a lo largo de 10 pantallas, donde en cada una de ellas deberá cumplir una misión. En esta primera versión de la saga Tenchu están disponibles dos personajes, Rikimaru y Ayame, a las órdenes de su maestro, Lord Gohda. La misión final (aunque se hace saber desde el comienzo) es el rescate de la princesa Kiku (hija de Lord Gohda), secuestrada por Lord Mei-Oh, el mayor enemigo de su padre. Según se elija uno u otro personaje se mostrarán variaciones en las secuencias de la trama a lo largo del juego.
Todos los niveles tienen lugar durante la noche, debido a limitaciones de tipo gráfico/procesamiento de PlayStation. Por tanto la visibilidad es reducida ya que apenas se distinguen los horizontes.

## Personajes principales
- Rikimaru: Es el fiel sirviente y protector del señor feudal Lord Gohda. Ha obtenido una especie de sexto sentido que le permite tener una visión especial. En acción, su principal arma consiste en un ninjatō (忍者刀), que es simplemente la típica espada ninja. Aunque puede resultar más lento en el ataque que su compañera Ayame, bien es cierto que es menos vulnerable a los ataques (posee mayor resistencia y mayor protección física) y sus espadazos son más contundentes y letales.

- Ayame: Compañera de Rikimaru, y con las mismas funciones formales que él, es una joven kunoichi (mujer ninja), que mantiene una gran amistad con la princesa Kiku, sintiéndose como su principal protectora. En acción, porta como armas principales un par de sables o espadas cortas, de nombre Tantō (短刀), los cuales maneja con una gran destreza y agilidad, realizando además combos más complejos que su compañero.

- Lord Gohda: Es el señor gobernante de esta historia; tiene una hija, la ya mencionada princesa Kiku, y a ambos ninjas protagonistas como protectores y especie de espías personales. Su consejero Sekiya se ocupa de entrenarlos.

- Datos: Q13515808